# Lead (North Yorkshire)
Lead – wieś i civil parish w Anglii, w North Yorkshire, w dystrykcie (unitary authority) North Yorkshire. W 2001 civil parish liczyła 27 mieszkańców. Lead jest wspomniana w Domesday Book (1086) jako Led/Lede/Lied.